# Cessna 165
Cessna Model C-165 Airmaster là một loại máy bay một động cơ do hãng Cessna Aircraft Company chế tạo. Airmaster đóng một vai trò quan trọng trong việc tái thiết công ty máy bay Cessna vào thập niên 1930 sau sự đổ vỡ của ngành công nghiệp hàng không trong Cuộc đại khủng hoảng.

## Biến thể
C-34
C-37
C-38
C-39
C-145
C-165
C-165D
UC-77B
UC-77C
UC-94

## Quốc gia sử dụng

### Quân sự
Úc
- Không quân Hoàng gia Úc

 Phần Lan
- Không quân Phần Lan

 Hoa Kỳ
- Không quân Lục quân Hoa Kỳ

## Tính năng kỹ chiến thuật
Đặc điểm tổng quát
- Chiều dài: 7,52 m (24 ft 8 in)
- Sải cánh: 10,41 m (34 ft 2 in)
- Chiều cao: 2,36 m (7 ft 9 in)
- Kết cấu dạng cánh: Clark Y
- Trọng lượng rỗng: 626 kg (1380 lb)
- Trọng lượng có tải: 1066 kg (2350 lb)
- Trọng tải có ích: 434 kg (970 lb)
- Động cơ: 1 × Warner Super Scarab, 108 kW (145 hp)

 Hiệu suất bay 
- Vận tốc cực đại: 261 km/h (162 mph)
- Vận tốc hành trình: 243 km/h (151 mph)
- Tầm bay: 845-1263 km (525-785 mi)
- Vận tốc lên cao: 305 m/phút (1000 feet/phút)